# Symphoromyia crassicornis
Symphoromyia crassicornis är en tvåvingeart som först beskrevs av Georg Wolfgang Franz Panzer 1806.  Symphoromyia crassicornis ingår i släktet Symphoromyia och familjen snäppflugor. Arten är reproducerande i Sverige. Inga underarter finns listade i Catalogue of Life.